# 1636
1636 (MDCXXXVI) a fost un an bisect al calendarului gregorian, care a început într-o zi de marți.

## Evenimente
- 8 septembrie: A fost fondată Universitatea Harvard (Cambridge, Massachusetts), cea mai veche și prestigioasă instituție de învățământ superior din SUA.

## Nașteri
- 1 noiembrie: Nicolas Boileau poet, scriitor și critic francez (d. 1711)
- 31 octombrie: Ferdinand Maria, Elector de Bavaria  (d. 1679)
- 23 octombrie: Hedwig Eleonora de Holstein-Gottorp  (d. 1715)
- 6 noiembrie: Prințesa Henriette Adelaide de Savoia  (d. 1676)
- 22 mai: Ferdinand Albert I, Duce de Brunswick-Lüneburg  (d. 1687)
- 6 mai: Laura Mancini  (d. 1657)
- dată necunoscută: Nicolae Milescu cărturar, traducător, călător, geograf și diplomat (d. 1708)
- dată necunoscută: Libéral Bruant arhitect francez (d. 1697)
- dată necunoscută: Alexandru Mavrocordat Exaporitul filosof grec (d. 1709)
- dată necunoscută: Johannes van der Aeck  (d. 1682)
- dată necunoscută: Basilio Santa Cruz Pumacallao pictor peruan (d. 1710)
- dată necunoscută: Anna Bornemisza  (d. 1688)

## Decese
- 27 iunie: Masamune Date  (n. 1567)
- 22 februarie: Santorio Santorio  (n. 1561)
- dată necunoscută: Michał Sędziwój  (n. 1566)
- 22 ianuarie: Gregorio Fernández artist spaniol (n. 1576)
- 21 martie: Francisc Mikó  (n. 1585)